# Мангистауский район
Мангиста́уский райо́н (каз. Маңғыстау ауданы) — административный район в центральной части Мангистауской области. Районный центр — село Шетпе.

## Административно-территориальное деление
Административно-территориальное деление района:
| Сельский округ/город         | Население, чел. (2009) | Населённые пункты                     |
| ---------------------------- | ---------------------- | ------------------------------------- |
| Шетпинский сельский округ    | 10237                  | село Шетпе                            |
| Актюбинский сельский округ   | 2105                   | село Уштаган, село Жарма, село Сазды  |
| Акшымрауский сельский округ  | 1225                   | село Акшымырау                        |
| Жармышский сельский округ    | 1826                   | село Жармыш                           |
| Жынгылдинский сельский округ | 1939                   | село Жынгылды                         |
| Кызанский сельский округ     | 1976                   | село Кызан                            |
| Ондынский сельский округ     | 1495                   | село Онды, село Баскудук, село Беки   |
| Сельский округ Отпан         | 648                    | село Тущыбек, село 15 бекет           |
| Сайотесский сельский округ   | 1918                   | село Отес, село Боздак                |
| Тущыкудукский сельский округ | 2258                   | село Тущыкудык, село Киякты           |
| Шайырский сельский округ     | 2163                   | село Шайыр, село Тасмурын, село Тиген |
| Шебирский сельский округ     | 1234                   | село Шебер                            |

## Археология
- Пластинчатая индустрия шебирского типа идентична индустрии хвалынской культуры Нижнего и Среднего Поволжья. Совмещение усиленного и простого отжима, как принципа призматического расщепления, характерное для шебирско-хвалынской технологии, характерно также для Передней Азии, начиная с докерамического неолита A, но не для балканских культур. Орнаментальный мотив с верхней части сосуда со стоянки Шебир-4 в виде параллельных горизонтальных линий, пересекающихся вертикальными линиями, имеет прямые аналогии в росписях керамики из поселений Сиалк в Иране и Джейтун в Таджикистане[6].
- В 29 км к юго-востоку/югу от станции Устюрт и в 1,5 км к югу от колодцев Терен на останцовой возвышенности святилище Терен. Здесь зафиксированы фрагменты антропоморфных изваяний, некогда стоявших вертикально. Основное сооружение святилища в плане представляло собой концентрическое кольцо. В его стенах нашли впускное погребение с инвентарём (железный меч, наконечники стрел, сосуды, украшения из золота) и остатками жертвенной пищи (кости лошади). Генетиками определён мужской пол погребëнного. Воссоздан внешний облик этого человека, жившего в II—I веках до н. э. и умершего в возрасте 20—24 лет. В 40 м к востоку/юго-востоку от его могилы находится orрадка с подбойной погребальной камерой, в которой найдены разрозненные кости женщины, жившей в II—I веках до н. э., кувшин, золотая серьга с диском и припаянными к нему золотыми шариками, образующими форму виноградной лозы[7]. Основным символом антропоморфных изваяний из родовых святилищ Байте III, Байте IV, Карамунке и Терен является кинжал, подвешенный параллельно поясу[8]. В святилище Терен в погребении 2 главного культового комплекса нашли сероглиняный грубогончарный одноручный кувшин. По составу предметов погребальный комплекс западного Устюрта отнесён к сарматским древностям II—I веков до н. э. До находки керамического кувшина в могильнике саргатской культуры Исаковка I, датирующемся I веком до н. э. — I веком н. э. (Исаковка, Омская область), кувшин из Терсена считался самым восточным образцом северокавказского керамического импорта. Обе находки сходны не только по морфологическим и орнаментальным чертам, но и по наличию явных следов ремонта[9].